# Venclůvka
Die Venclůvka, auch Dolní Datyňka, (deutsch: Dattiner Bach) ist ein linker Nebenfluss der Lučina in Tschechien.

## Verlauf
Die Venclůvka entspringt nördlich von Sedliště in den Ausläufern des Beskidenvorlandes. An ihrem zunächst nach Norden führenden Lauf liegen Bruzovičky, Kaňovice und Závrší. Am Babčok (303 m) ändert die Venclůvka ihre Richtung nach Nordosten und fließt vorbei an Sikovec, Dolní Datyně und Babí Hora. Bei Lesík wendet sich der Bach westwärts. Vorbei an Škrbeň und Šimška erreicht die Venclůvka schließlich das Tal der Lučina. Am Bahnhof Šenov wird der Bach von der Bahnstrecke Ostrava – Český Těšín überbrückt und mündet nach 13 Kilometern am Teich Volenský rybník gegenüber dem Schloss Šenov in die Lučina.

## Zuflüsse
- Špluchovský potok (r), Dolní Datyně
- Frýdecký potok (Wenzlowitzer Bach) (l), Volenství